# UTC-03:30

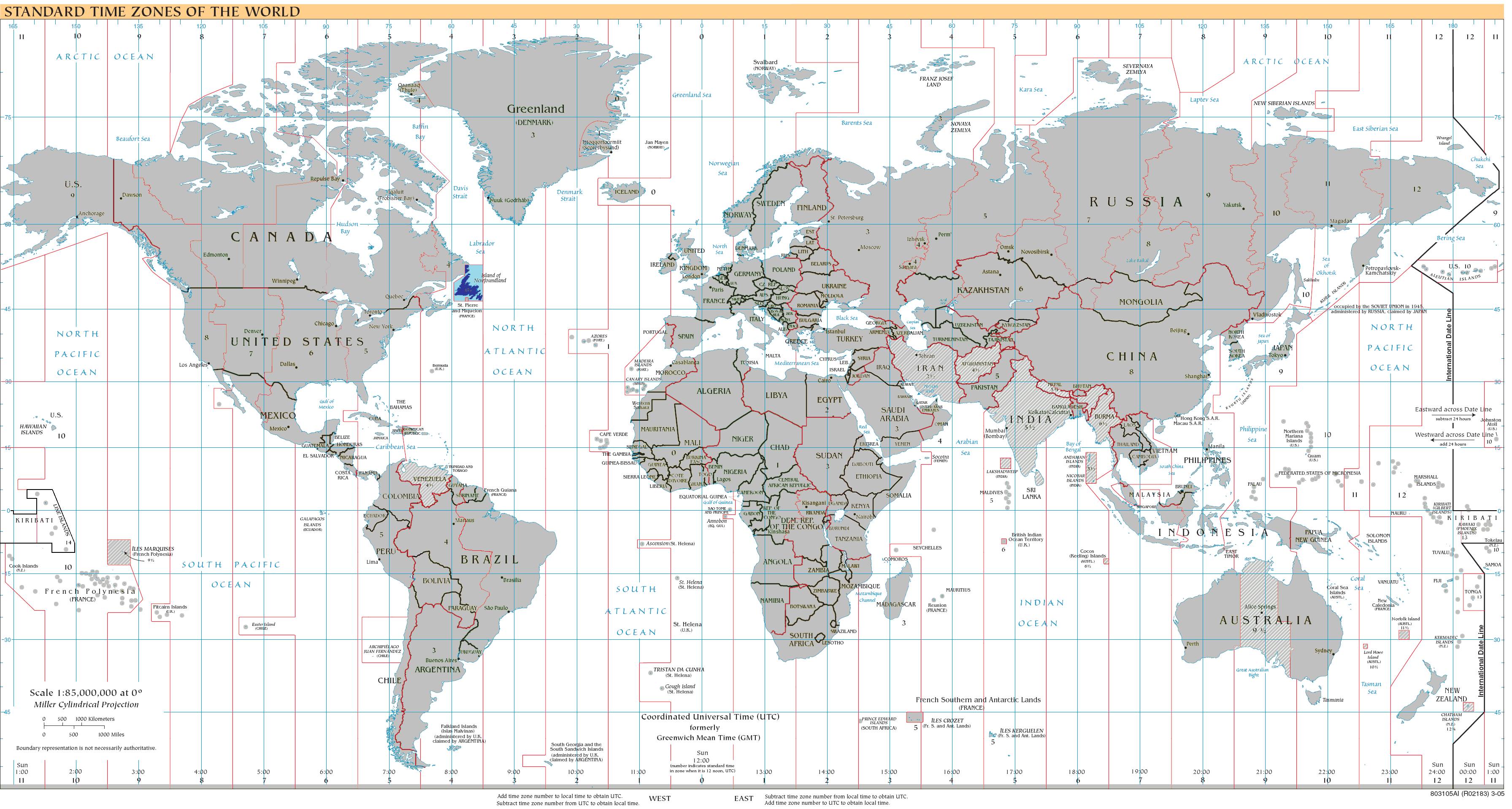
UTC-03:30

UTC-03:30 (P+ – Papa+) – strefa czasowa, odpowiadająca czasowi słonecznemu południka 52°30'W.
W strefie znajduje się m.in. St. John’s.

## Czas standardowy (zimowy) na półkuli północnej
Ameryka Północna:
- Kanada (część prowincji Nowa Fundlandia i Labrador: wyspa Nowa Fundlandia i południowo-wschodnia część regionu Labrador)